# Paul Stewart (Schriftsteller)

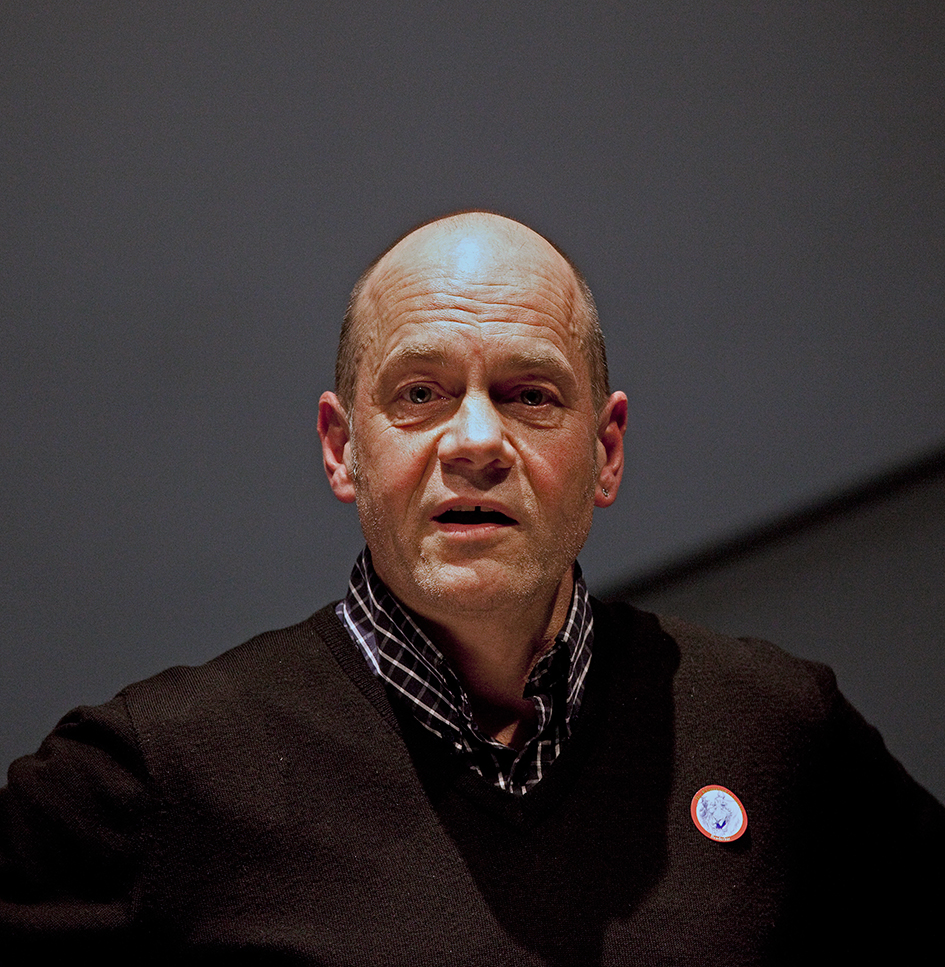
Paul Stewart (2009)

Paul Stewart (* 4. Juni 1955 in London) ist ein britischer Schriftsteller und Kinderbuchautor. 

## Leben
Stewart studierte Creative Writing an der Universität von East Anglia. Nach längeren Aufenthalten außerhalb Englands (u. a. auf Sri Lanka und in Deutschland), während derer er sich als Lehrer betätigte, arbeitet er seit 1990 als Kinderbuchautor. Seine ersten auch in Deutschland erschienenen Werke waren die bisher elfbändigen Klippenland-Chroniken, die in Zusammenarbeit mit dem Illustrator Chris Riddell entstanden. 
Stewart und Riddell erreichten 2004 den ersten Platz beim Nestlé Smarties Book Prize für ihr gemeinsames Werk Fergus Crane.
Paul Stewart lebt mit seiner Frau und zwei Kindern in Brighton.

## In Deutschland erschienene Werke

### Die Klippenland-Chroniken
- Band 1: Twig im Dunkelwald. Verlag Sauerländer, Düsseldorf 2001, ISBN 978-3-7941-4744-1.
- Band 2: Twig bei den Himmelspiraten. Verlag Sauerländer, Düsseldorf 2001, ISBN 978-3-7941-4745-8.
- Band 3: Twig im Auge des Sturms. Verlag Sauerländer, Düsseldorf 2002, ISBN 978-3-7941-4746-5.
- Band 4: Twig-Fluch über Sanktaphrax. Verlag Sauerländer, Düsseldorf 2003, ISBN 978-3-7941-6003-7.
- Band 5: Rook und Twig, der letzte Himmelspirat. Verlag Sauerländer, Düsseldorf 2004, ISBN 978-3-7941-6022-8.
- Band 6: Rook und der schwarze Mahlstrom. Verlag Sauerländer, Düsseldorf 2005, ISBN 978-3-7941-6039-6.
- Band 7: Rook in den Freien Tälern. Verlag Sauerländer, Düsseldorf 2006, ISBN 978-3-7941-6064-8.
- Band 8: Quint und die Eisritter. Verlag Sauerländer, Düsseldorf 2006, ISBN 978-3-7941-6079-2.
- Band 9: Quint und der Kampf der Himmelsgaleonen. Verlag Sauerländer, Düsseldorf 2007, ISBN 978-3-7941-6092-1.
- Band 9 ½: Die verschwundenen Schriftrollen. Verlag Sauerländer, Düsseldorf 2008, ISBN 978-3-7941-8080-6.
- Band 10: Das Buch der unsterblichen Helden. Verlag Sauerländer, Düsseldorf 2010, ISBN 978-3-7941-8098-1.

Er arbeitete dabei mit Chris Ridell zusammen.

### Hase und Igel
- Wirst du mich vermissen?. Baumhaus-Verlag, Frankfurt am Main, ISBN 978-3-909484-78-2.
- Ein Geschenk für dich. Baumhaus-Verlag, Frankfurt am Main, ISBN 978-3-909484-79-9.
- Ein Wunsch für Hase. Baumhaus-Verlag, Frankfurt am Main, ISBN 978-3-909484-72-0.
- Kannst du dich erinnern?. Baumhaus-Verlag, Frankfurt am Main, ISBN 978-3-8315-0315-5.

### Muddelerde
- Die Helden von Muddelerde. Verlag Sauerländer (Düsseldorf, 2004) – ISBN 978-3-7941-6035-8.

### Aberwitzige Abenteuer
- Fergus Crane auf der Feuerinsel. Verlag Sauerländer (Düsseldorf, 2006) – ISBN 3-7941-6057-6.
- Lucy Sky auf hoher See. Verlag Sauerländer (Düsseldorf, 2007) – ISBN 3-7941-6058-4.
- Hugo Pepper und der fliegende Schlitten. Verlag Sauerländer (Düsseldorf, 2007) – ISBN 978-3-7941-6059-4.
- Die Hand des Grauens. Verlag Ravensburger (2008), ISBN 978-3-473-34896-1.

### Barnaby Grimes
- Der Fluch des Werwolfs. Verlag Sauerländer (Düsseldorf 2008) – ISBN 978-3-7941-8077-6.
- Die Rückkehr des Smaragdschädels. Verlag Sauerländer (2009) – ISBN 978-3-7941-8078-3.
- Die Legion der Toten. Verlag Sauerländer (2010) – ISBN 978-3-7941-6167-6.
- Die Rache des Phantoms.Verlag Sauerländer (2011)

### Drachenvolk
- Drachenvolk – Aufbruch ins Ungewisse. Verlag Sauerländer (Düsseldorf 2011) – ISBN 978-3-7941-6196-6.
- Drachenvolk – Das Blut der Keld. Verlag Sauerländer (Düsseldorf 2012) – ISBN 978-3-411-81110-6.

## Hörbücher
- Twig im Dunkelwald, gelesen von Volker Niederfahrenhorst, 3 CDs, Patmos audio, ISBN 978-3-491-24073-5 (ausgezeichnet von der hr2 Hörbuch-Bestenliste und dem Vierteljahrespreis der Deutschen Schallplattenkritik)
- Twig bei den Himmelspiraten, gelesen von Volker Niederfahrenhorst, 4 CDs, Patmos audio, ISBN 978-3-491-24076-6.
- Twig im Auge des Sturms, gelesen von Volker Niederfahrenhorst, 4 CDs, Patmos audio, ISBN 978-3-491-24084-1.
- Twig – Fluch über Sanktaphrax, gelesen von Volker Niederfahrenhorst, 4 CDs, Patmos audio, ISBN 978-3-491-24092-6 (ausgezeichnet von der hr2 Hörbuch-Bestenliste)
- Rook und Twig, der letzte Himmelspirat, gelesen von Volker Niederfahrenhorst, 4 CDs, Patmos audio, ISBN 978-3-491-24098-8.
- Rook und der schwarze Mahlstrom, gelesen von Volker Niederfahrenhorst, 4 CDs, Patmos audio, ISBN 978-3-491-24106-0.
- Rook in den Freien Tälern, gelesen von Volker Niederfahrenhorst, 4 CDs, Patmos audio, ISBN 978-3-491-24122-0.
- Quint und die Eisritter, gelesen von Volker Niederfahrenhorst, 4 CDs, Patmos audio, ISBN 978-3-491-24131-2.
- Quint und der Kampf der Himmelsgaleonen, gelesen von Volker Niederfahrenhorst, 4 CDs, Patmos audio, ISBN 978-3-491-24145-9.
- Die verschwundenen Schriftrollen, gelesen von Volker Niederfahrenhorst, 4 CDs, Patmos audio, ISBN 978-3-491-24163-3.
- Die Helden von Muddelerde, gelesen von Volker Niederfahrenhorst, 4 CDs, Patmos audio, ISBN 978-3-491-24112-1.
- Fergus Crane auf der Feuerinsel, gelesen von Heike Makatsch, 2 CDs, Patmos audio, ISBN 978-3-491-24130-5 (ausgezeichnet von der hr2 Hörbuch-Bestenliste)
- Lucy Sky auf hoher See, gelesen von Annette Frier, 2 CDs, Patmos audio, ISBN 978-3-491-24139-8.
- Hugo Pepper und der fliegende Schlitten, gelesen von Mirja Boes, 2 CDs, Patmos audio, ISBN 978-3-491-24149-7 (ausgezeichnet von der hr2 Hörbuch-Bestenliste, Nominierung HörKulino 2008)
- Barnaby Grimes und der Fluch des Werwolfs, gelesen von Simon Jäger, 2 CDs, Patmos audio, ISBN 978-3-491-24162-6.